# Staffanstorps kommunvapen

Lejonet i Staffanstorps vapen går tillbaka till sigillet för Bara härad.

Staffanstorps kommunvapen innehåller ett lejon med huvudet skilt från bålen. Detta har ingen djupare symbolisk betydelse. Ett heraldiskt vapen symboliserar den som äger vapnet, i detta fall kommunen, och bilden behöver inte betyda mer än vad vapenägaren väljer att tolka in i det. I detta fall har vapnet ett lejon, och lejon är så vanliga i heraldiken att man ofta vill göra någon liten förändring på dem för att man skall kunna skilja olika vapen från varandra, såsom att man här har lyft huvudet från kroppen.

## Blasonering
Blasonering: I fält av guld ett rött lejon med huvudet skilt från bålen och med tunga, tänder och klor blå.

## Bakgrund

Bara landskommuns vapen

Vapnets bild går tillbaka till bilden i sigillet för Bara härad, som är känt från 1524. Staffanstorps kommun omfattar större delen av häradet.
I sigillet saknade lejonet helt huvud. När man ville ha ett vapen för den moderna kommunen, valde man att inte vara fullt så radikal, men lät ändå huvudet vara skilt från bålen. Vapnet fastställdes av Kungl. Maj:t (regeringen) år 1969. Det registrerades sedan hos Patent- och registreringsverket 1974 efter det nya regelverk för juridiskt skydd av svenska kommunala vapen som då hade börjat gälla. Staffanstorps kommungränser har inte förändrats sedan 1952, varför det inte har funnits skäl att ändra vapnet heller.
Ett liknande vapen, baserat på samma häradssigill, fastställdes likaledes 1969 för den angränsande Bara kommun. Det vapnet upphörde när Bara slogs samman med Svedala kommun vid årsskiftet 1976/77. Läs mer om det i artikeln Svedala kommunvapen.